# Misty (estándar de jazz)
Misty es un estándar de jazz escrito en 1954 por el pianista Erroll Garner. La compuso como una canción instrumental siguiendo el tradicional formato de 32 compases y fue grabada para el álbum Contrasts (1955). La letra fue añadida más tarde por Johnny Burke. Se convirtió en la canción insignia de Johnny Mathis, quien la incluyó en el álbum Heavenly, publicado en 1959. Su versión alcanzó el puesto 12 en la lista estadounidense de sencillos de pop ese mismo año. El cantante de country y pop Ray Stevens alcanzó el puesto 14 de la Billboard Hot 100 con su versión de Misty en 1975, alcanzando el segundo puesto en las listas del Reino Unido. La canción ha sido versionada en numerosas ocasiones, destacando cantantes como Ella Fitzgerald, Aretha Franklin, Frank Sinatra o Sarah Vaughan.

## Versión de Johnny Mathis

### Contexto
Mathis escuchó a Garner tocar la canción y le dijo que le encantaría cantarla si esta tuviera letra, la cual fue añadida por Burke. El propio Garner estuvo presente en el momento de la grabación de la versión de Mathis. Esta versión vendió en los Estados Unidos más de dos millones de copias.[cita requerida]

### Posiciones en listas
| Lista(1959–60)         | Puesto más alto |
| ---------------------- | --------------- |
| U.S. Billboard Hot 100 | 12              |

### Certificaciones
| País           | Proveedor | Certificación |
| -------------- | --------- | ------------- |
| Reino Unido    | BPI       | Plata         |
| Estados Unidos | RIAA      | Oro           |

## Versión de Ray Stevens

### Contexto y publicación
En 1975 Ray Stevens publicó una versión country de Misty con un tempo más rápido, incluida en el álbum del mismo nombre. Stevens declaró que la canción fue grabada en la segunda toma mientras estaban experimentando en el estudio. Su versión ganó un Grammy en la categoría de Arreglo Musical del Año.

## Otras versiones
- Count Basie, Dance Along with Basie (1959)[3]
- Hank Crawford, More Soul (1960)[3]
- Bing Crosby grabó la canción 1961[4] para su programa de radio y fue incluido en el álbum With All My Heart (2012)[5]
- Larry Coryell, Fallen Angel (1993)[6]
- Erroll Garner, Contrasts (1954).[3] Su versión original fue incluida en el Salón de la Fama de los Grammy en 1991.[7] Garner volvió a grabar la canción con un arreglo orquestral de  Mitch Miller para su álbum Other Voices (1957)
- Lesley Gore, I'll Cry If I Want To (1963)[8]
- Richard "Groove" Holmes, Soul Message (1965)[3]
- Ahmad Jamal, Heat Wave (1966)[3]
- Dave Koz, Lucky Man (1993)[9]
- Johnny Mathis, Heavenly (1959)[3]
- Carmen McRae, Sarah: Dedicated to You (1990)[3]
- Wes Montgomery, Complete Live at the Half Note (1965)[3]
- Steve Turre, In the Spur of the Moment (1999)[3]
- Sarah Vaughan (Vaughan and Violins, 1959)[3]
- Alejandro Dolina y el Trío sin nombre.
- Laufey (Bewitched, 2023)
- Sandro (Clásico ,1994)
- Frank Sinatra ( Sinatra and strings, 1961)
- Mina ( 25, 1983 )